# Лучківка (Первомайський район)
Лучківка (до 2024 року — Краснівка) — село в Україні, у Врадіївській селищній громаді Первомайського району Миколаївської області. Населення становить 60 осіб.

## Назва
19 вересня 2024 року Верховна Рада підтримала перейменування села Краснівка на Лучківка. 26 вересня 2024 року перейменування набуло чинності.

## Населення
Згідно з переписом УРСР 1989 року чисельність наявного населення села становила 87 осіб, з яких 36 чоловіків та 51 жінка.
За переписом населення України 2001 року в селі мешкало 60 осіб.

### Мова
Розподіл населення за рідною мовою за даними перепису 2001 року:
| Мова       | Відсоток |
| ---------- | -------- |
| українська | 95,00 %  |
| російська  | 5,00 %   |